# 토에아 위실
토에아 위실(영어: Toea Wisil, 1988년 1월 1일 ~ )은 파푸아뉴기니의 여자 육상 100m 선수이다.

## 입상
올림픽은 2012년 런던 올림픽에 나간게 전부인데 이때는 여자 100m에서 4등으로 아쉽게 메달을 놓쳤다. 코먼웰스 게임과 같은 다른 대륙 선수들도 출전하는 대회에서는 부진한 성적을 보였다. 하지만 퍼시픽 게임이나 오세아니아 선수권 대회 같은 오세아니아 대륙에서만 열리는 대회에서는 메달 목록에 나와있다시피 많은 금메달을 휩쓸면서 좋은 성적을 보였다.